# Aristeás
Aristeás, starořecky Ἀριστέας, byl řecký básník a divotvůrce, který měl žít v 7. století př. n. l. a pocházet z ostrova Prokonnésos v Marmarském moři. Možná se jedná spíše o legendární než historickou postavu. Ve své poémě Arimaspeia, která se zachovala jen ve zlomcích, vyprávěl o tom, jak byl unesen Apollónem na sever. Následně se setkal s lidožravými Issedóny, od kterých se dozvěděl o bytostech žijících ještě severněji: o jednookých Arimaspech, gryfech a pokladech, které hlídají a nakonec o Hyperborejcích.
Hérodotos ve svých Dějinách z 5. století uvádí Ariestův příběh jako pravdivý a zmiňuje i jeho smrt v přadlácké dílně. Poté se měly začít dít zázraky: znovuobjevení těla a následně dvě zmrtvýchvstání, jedno po šesti letech na Prokonnésu, druhé až po dvou stech čtyřiceti letech v Metapontuu. Po druhém vzkříšení si měl Aristeás nechat postavit sochu hned vedle sochy Apollónovy. Apollóna měl také doprovázet v podobě havrana. Další zázraky byly Aristeovi připisovány v pozdějších dílech. Plinius starší ve svém Přírodopisu z 1. století zmiňuje sochu, která ho zobrazovala s duší v podobě ptáka opouštějícího skrze ústa jeho tělo. Podle Maxima z Týru, působícího ve 2. století, opustila jeho duše v podobě ptáka tělo a díky tomu, co viděla, mohl Aristeás napsat svou báseň. Podle dalších zmínek upadal Aristeás podle libosti do katalepsie a po návratu k vědomí předpovídal různé přírodní katastrofy.
Podle historika náboženství Mircei Eliadeho Aristeás, stejně jako několik dalších řeckých postav, vykazuje schopnosti, které se dají považovat za šamanské. Historik Carlo Ginzburg spojil Aristea s vlivy skytského šamanismu na řecká černomořská města.